# Cervià de les Garrigues
Cervià de les Garrigues est une commune de la comarque de Garrigues dans la province de Lérida en Catalogne (Espagne).